# فرودگاه لئوویله
فرودگاه لئوویله (به انگلیسی: Leoville Airport) یک فرودگاه همگانی است که یک باند فرود شن دارد و طول باند آن ۷۳۲ متر است. این فرودگاه در کشور کانادا قرار دارد و در ارتفاع ۵۹۷ متری از سطح دریا واقع شده است.